# Kendra Harrison
Kendra Harrison   (Tennessee, 18 de setembre de 1992) és una atleta estatunidenca especialitzada ens 100 metres tanques. Ha guanyat 1 medalla de plata en els Jocs Olímpics de Tòquio 2020. A més, ha guanyat 2 medalles en els Campionats del Món.
Harrison va ostentar el rècord mundial d'aquesta prova amb 12:20 segons, entre el 22 de juliol de 2016 a Londres i el 24 de juliol de 2022, quan va ser superada per la nigeriana Tobi Amusan.

## Marques personals
| Disciplina     | Marca    | Vent | Seu        | Data                 |
| -------------- | -------- | ---- | ---------- | -------------------- |
| 100m tanques   | 12.20 AR | +0.3 | Londres    | 22 de juliol de 2016 |
| 100m llisos    | 11.27    | +1.1 | Califòrnia | 29 d'abril de 2023   |
| 4x100m relleus | 42.87    |      | Texas      | 1 d'abril de 2023    |

## Trajectòria professional
| Jocs Olímpics     | Jocs Olímpics | Jocs Olímpics   | Jocs Olímpics |
| Any               | Seu           | Posició         | Prova         |
| ----------------- | ------------- | --------------- | ------------- |
| 2020              | Tòquio        | 2               | 100m tanques  |
| Campionat del Món |               |                 |               |
| 2015              | Pequín        | DQ (Semifinals) | 100m tanques  |
| 2017              | Londres       | 4a posició      | 100m tanques  |
| 2019              | Doha          | 2               | 100m tanques  |
| 2022              | Eugene        | DQ (Final)      | 100m tanques  |
| 2023              | Budapest      | 3               | 100m tanques  |